# Martin Janouš
Martin Janouš (* 10. ledna 1968 Praha) je český herec a dabér.

## Život
Martin Janouš se narodil v Praze, tehdy ještě v Československu v roce 1968.
Martin Janouš vystudoval DAMU v roce 1995. Od tohoto roku je členem Studia Ypsilon. V roce 1999 založil vlastní divadlo EXTRÉM, pojmenoval ho tak z důvodu nepříznivých podmínek ve kterých začínalo. Spolupracuje také s Českou televizí, kde pomáhá s vývojem dětských pořadů. Česká televize odvysílala jeho silvestrovskou parodii a také westernový pořad Ruty šuty Arizona. Mezi jeho významná televizní herecká díla patří například Pějme píseň dohola od Ondřeje Tomana. Mezi dabingová díla patří také Simpsonovi, kde nadaboval postavu Ralpha Wigguma, Otto Manna a také Martina Prince.

## Herecká filmografie
- The Catcher Was a Spy (2018)
- Rodinný film (2015)
- Zídka (2014)
- Příběh kmotra (2013)
- Eine kleine Jazzmusik (1996)
- Pějme píseň dohola (1990)

## TV seriály
- Dáma a Král (epizoda Lék na vraždu) (2018)
- Modrý kód (epizoda Na jezeře) (2017)
- Vyprávěj (epizoda Skořápkáři) (2012)
- Kriminálka Anděl (epizoda Čarodějnice) (2008)
- Ordinace v růžové zahradě (2008)
- Trapasy (2007)
- Letiště (2006)
- Ulice (2005)
- Nemocnice na kraji města po dvaceti letech (2003)

## Dabingové role, výběr
- Captain Marvel (hospodský) (2019)
- A zase ti Mupeti! (německý policajt) (2018)
- Captain America: Občanská válka (hlasatel zpráv v Londýně) (2018)
- Simpsonovi ve filmu (Ralph Wiggum, Otto Man, Martin Prince) (2007)
- 12 úkolů pro Asterixe (Gaius Papula) (1995)
- Asterix a Galové (Assurancetourix) (1995)
- Asterix v Británii (Jolitorax) (1995)
- Kačeří příběhy, 1. série (Velkej brácha) (2018)
- Otec Brown, 6. série (Ben)
- Přátelé, 3. série (Ben)
- Simpsonovi (Lou, Martin Prince, Otto Man, Ralph Wiggum, Gary Coleman, John C. Reilly, LeBron James, Lenny Kravitz, Mark Cuban, Tom Wolfe) (1993–2019)